# Ritz-Carlton Toronto
The Residences at the Ritz-Carlton, también conocido como The Ritz-Carlton, Toronto, es un hotel de lujo y un rascacielos residencial situado en Toronto, Canadá. Con 209,8 m (688,3 pies), es el octavo edificio más alto de Toronto. El rascacielos se sitúa en el 181 de Wellington Street West, en el lado oeste del centro del downtown y rodeando el distrito de ocio de Toronto. El hotel abrió el 16 de febrero de 2011. 

## Arquitectura
La torre de 53 plantas tiene aproximadamente 210 m (689 pies) de altura con una superficie total de 65 030 m² (700 000 ft²). El exterior consiste en fachada de cristal neomoderna inclinada hacia fuera, lo que le da un perfil distintivo en el skyline de Toronto. El interior incluye 267 habitaciones de hotel así como 159 unidades residenciales, administradas por Ritz-Carlton. El hotel ocupa las 20 plantas inferiores; las plantas 21 y 22 se usan para servicios de los condominios y algunas residencias, mientras que las plantas 23-52 contienen el resto de las residencias. El ático ocupa toda la planta 52, mientras que la 53 alberga equipamiento mecánico del edificio. El rascacielos incluye un spa de 2100 m² (23 000 ft²).
|                                                   |
| El Ritz-Carlton en construcción en junio de 2009. |